# Elegant-pansarmal
Elegant-pansarmal eller elegant pansarmal (Corydoras elegans) är en 5,1 cm lång, tropisk sötvattensfisk av släktet Corydoras som förekommer i Brasilien, Colombia och Peru. Hanarna har skarpare mönstring än honorna. I akvarier uppskattar de främst levandefoder som till exempel tubifex-maskar eller mygglarver, men de äter även fryst foder och flingfoder.